# 유승 (평원회왕)
평원회왕 유승(平原懷王 劉勝, ? ~ 113년)은 후한의 황족으로, 화제의 맏아들이다. 어릴 때부터 불치병을 앓았다.

## 생애
연평 원년(106년), 평원왕에 봉해졌다.
영초 7년(113년)에 죽어 낙양에 장사지냈다. 후사가 없어, 등태후는 낙안이왕의 아들 유득으로 하여금 뒤를 잇게 하였다.

## 출전
- 범엽, 《후한서》 권4효화효상제기·권5 효안제기·권55 장제팔왕열전

| 전임 (첫 봉건) | 후한의 평원왕 106년 ~ 113년 | 후임 당질 평원애왕 유득 |